# Фолиньо
Фолиньо (на италиански: Foligno) e град и община в Централна Италиял в провинция Перуджа, на река Топино. Главният площад на историческия център на Фолиньо е Пиаца дела Република. Населението му е 56 999 жители (декември 2017 г.), а площта 263 кв. км. Намира се на 234 м н.в. в часова зона UTC+1, на около 2 часа с влак от Рим, на 40 километра (25 мили) югоизточно от Перуджа, на 10 км (6 мили) на северозапад от Треви и на 6 км (4 мили) южно от Спело. Пощенските му кодове са 06034, 06030 и 06037, а телефонния 0742.
Железопътната гара Фолиньо е част от основната линия от Рим до Анкона. По този начин тя е важен железопътен център, с ремонтни и поддържащи дворове за влаковете на Централна Италия и затова е подложена на тежки въздушни бомбардировки на съюзниците през Втората световна война. Гарата е със сравнително съвременен облик, въпреки че запазва някои средновековни паметници. Градът има проблеми с трафика и замърсяването на въздуха. Фолиньо е на важен пътен възел на Централна Италия и на 2 км от центъра на града се намира летище Фолиньо.
Покровителите на града са Пресветата Богородица, свети Фелисиан от Фолиньо и Месалина от Фолиньо. Празникът се чества ежегодно на 24 януари.

## История
Фолиньо изглежда е основан от Умбрите в предримския период (вероятно 8-ми век пр.н.е.). Той е завладян от римляните след битката при Сентинум през 295 г. пр.н.е., получавайки името на Фулгиния от древния култ към богинята Фулгиня. В класическата римска епоха градът придобива значение като муниципиум, по-късно като седалище на префектура.
Градът започва да се разпада в късните години на Римската империя, след падането й, Фолиньо става част от Херцогство Сполето, плачкосан е от сарацините през 881 г. и е разрушен от маджарите през 915 г. и отново през 924 г.: следователно жителите му решават да се преместят, като се заселват в близки земи наоколо. 
Фолиньо се възстановява и продължава да расте, като в крайна сметка придобива статут на свободен град през 1165 г., благодарение на император Фридрих Барбароса.
През 15 век Фолиньо процъфтява и е център на изкуството.
Когато Корадо Тринци - господар на Фолиньо от 1421 до 1439 г., се обръща срещу папската власт, папа Евгений IV изпраща сила срещу Фолиньо през 1439 г., водена от кардинал Джовани Вителски. Жителите отворили портите си и Корадо бил обезглавен през 1441 г. в замъка Сориано. оттогава нататък Фолиньо принадлежи на Папска държава|папската държава до 1860 г., с изключение на Наполеоновата епоха, когато е част от Римската република (1799 г.). Гражданите вземат активно участие във войните на Рисорджименто, а на 14 септември 1860 г. войските на Савоя превземат града и го анексират към Кралство Италия.
Градът е пострадал от няколко големи земетресения, сред които от 1832 и 1997 г.

## Основни забележителности
Основните забележителности на града включват:
- Палацо Конунале, Кметството, построен през 13-ти век и възстановен по различни периоди през 16-ти и 17-ти век. Неокласическата му фасада е изградена между 1835 и 1838 г. Камбанарията все още е в оригинал от XIII век.
- Палацо Орфини, построен в ренесансов стил, където е открит първият печатен магазин от Емилиано Орфини около 1470 година. Надпис на сегашната фасада (построена през 1507 г.) отбелязва отпечатването на „Божествена комедия“ на Данте Алигиери тук през април 1472 г. от Йохан Ноймайстер, ученик на германски златар и печатар, основоположник на съвременното книгопечатане Йоханес Гутенберг. Това е първата книга, отпечатана на италиански език.[3]
- Катедралата Сан Фелисиано или Дуомо (1133-1201), романска сграда (вътрешността обаче е напълно преработена през 18 век). Има копие на оригиналния балдахин на Свети Петър, проектиран от италианския скулптор и архитект Джовани Лоренцо Бернини.
- Санта Мария Инфрапортас, най-старата църква в града, въпреки че настоящата сграда датира от 11-ти век.
- Църквата Сан Джакомо, датира от 1402 г.
- Дворецът Тринчи (1389 – 1407), в който се помещава археологически музей, градската художествена галерия, мултимедиен музей на турнирите и надбягванията и Гражданския музей. Фасадата е възстановена в неокласически стил след земетресенията през 1831 – 1832 г. В него се помещават фрески от началото на 15 век, някои от които се приписват на Джентиле да Фабриано.
- Абатството на Сасовиво, на 5 км (3 мили) на изток, с манастир от 1229 г. с двойки малки колони, поддържащи арки и мозаечни декорации.

## Култура
Фолиньо е известен със своята забележителна школа по живопис през 15 век, а името му се носи от „Мадоната на Фолиньо“, картина, нарисувана от Рафаело Санцио от Урбино за благородника Сигисмондо ди Комитибус, която днес е във Ватикана. 
Градът също е известен като родното място на света Анджела от Фолиньо (1248 – 1309).